# 아마기시
아마기시(일본어: 甘木市, あまぎし)는 후쿠오카현 중앙부에 있었던 시이다. 2006년 3월 20일에 아사쿠라정, 하키정과 대등합병해 아사쿠라시가 신설되고 폐지되었다.

## 지리
후쿠오카현의 중앙에 위치한다.시내를 북서쪽에서 남동쪽으로 관통하는 최대중요 간선 도로인 국도 386호로부터 남쪽은 분지가 되고 있지만, 북쪽(시역의 약 6할)은 산지이며, 특히 시의 북부에서 동부에 걸쳐서는 고처산을 비롯한 600~900 m급의 산들이 이어져 있다.

## 역사
- 1889년 4월 1일 - 정촌제 시행에 의해 야스군 마다촌,가미아키즈키촌, 아키즈키촌, 야스가와촌, 게자군 가와나가촌, 히나시로촌, 후쿠다촌, 다테이시촌, 조자군 다카기촌이 성립하였다.
- 1896년 2월 26일 - 아키즈키촌이 정으로 승격해, 아키즈키정이 되었다.
- 1896년 4월 1일 - 군 통합으로 아사쿠라군이 되었다.
- 1954년 4월 1일 - 아마기정, 아키즈키정, 가미아키즈키촌, 야스가와촌, 다테이시촌, 후쿠다촌, 마다촌, 히나시로촌, 미나기촌, 가나가와촌 등 2정·8촌이 합병, 아마기시 신설
- 1955년 3월 10일 - 아마기시에 다카기촌이 편입되었다.
- 2006년 3월 20일 - 아마기시 및 아사쿠라정, 하키정등 3개 시·정이 대등합병해, 아사쿠라시가 신설되고 소멸하였다.

## 교통

### 철도
- 서일본 철도 아마기선
- 아마기 철도 아마기선

### 도로
- 오이타 자동차도
- 국도 322호선
- 국도 386호선
- 국도 500호선